# Китайські татари
Китайські татари (сучасна китайська: 塔塔尔族; традиційна китайська: 塔塔爾族; піньїнь: Tǎtǎ'ěrzú; татарська: Кытай татарлары, романізована: Qıtay tatarları) - одна з 56 етнічних спільнот Китаю, офіційно визнаних Китайською Народною Республікою.
Станом на 2010 рік кількість китайських татар становила 3 556 осіб, і вони проживали переважно в містах Кульджа, Тачен і Урумчі в Сіньцзяні. Центром їх батьківщини є татарське етнічне містечко Дацюань у повіті Цітай автономної префектури Чанцзі-Хуей, що розташоване на краю пустелі Дзосотин-Елісун.

## Культура
Татари традиційно виступали посередниками у відносинах між росіянами та корінними мусульманськими народами Сіньцзяну. Перша хвиля постійного поселення татар з території Російської імперії у Сіньцзяні почалася в 1851 році. Татари переважно  осідали в таких містах, як Кульджа. Татари принесли в Сіньцзян прогресивні ідеї та нові інституції, тут вони закріпилися в культурній і політичній сферах. У другій половині XIX і в перших десятиліттях XX вв. У цей період для укомплектування шкіл і училищ з Татарстану було привезено багато інтелігенції.
Китайські татари розмовляють архаїчним варіантом татарської мови, вільною від запозичень XX-го століття, і використовують арабський варіант татарського алфавіту, який занепав у СРСР у 1930-х роках. Перебуваючи в оточенні носіїв інших тюркських мов, китайсько-татарська мова частково змінює татарський зворот високих голосних.
Китайські татари є мусульманами-сунітами. Більшість татар розмовляють уйгурською мовою і часто використовують уйгурську арабську писемність.

## Відомі люди
- Бурхан Шахіді (1894 – 1989), політичний діяч, віце-голова Народної політичної консультативної ради Китаю
- Хабіб Юніч (1905 – 1945), журналіст і політик
- Маргуб Ішаков (1923 – 1992), військовий офіцер, Шаоцзян у Народно-визвольній армії
- Айсіхайті (зник безвісти 1968), політик, делегат Всекитайських зборів народних представників.
- Союнгюл Чанішев, китайсько-австралійський письменник і політичний активіст Народно-революційної партії Східного Туркестану

### Цитування
1. ↑  中国人口较少民族 [Ethnic Minorities in China] (Chinese) . Xinhua Press. 2007. с. 83. ISBN 978-7501181094.
2. ↑  Ondřej Klimeš (8 січня 2015). Struggle by the Pen: The Uyghur Discourse of Nation and National Interest, c.1900-1949. BRILL. с. 80–. ISBN 978-90-04-28809-6.
3. ↑  Minglang Zhou (2003). Multilingualism in China: the politics of writing reforms for minority languages, 1949-2002. Т. 89 of Contributions to the sociology of language (вид. illustrated). Published Walter de Gruyter. с. 183. ISBN 3-11-017896-6. Процитовано 1 січня 2011.
4. ↑  Joshua Project - Tatar of China Ethnic People Profile.
5. ↑  Davis, Edward Lawrence (2005). Turkic Language Speakers. Encyclopedia of Contemporary Chinese Culture (англ.). Taylor & Francis. с. 618. ISBN 978-0-415-77716-2.